# Jacob Levin (escaquista)
Jacob Levin (18 de febrer de 1904 - 17 de juny de 1992) fou un Mestre d'escacs estatunidenc, nascut a Daugavpils, Letònia.

## Resultats destacats en competició
Va assolir els millors resultats de la seva carrera a Ventnor City. Empatà als llocs 2n–3r el 1939 (el campió fou Milton Hanauer), hi guanyà el 1941, fou segon rere Daniel Yanofsky el 1942, empatà als llocs 5è–7è el 1943, i tornà a guanyar el 1944. Empatà als llocs 8è–9è a Nova York 1942 (Campionat dels Estats Units, els guanyadors foren Samuel Reshevsky i Isaac Kashdan), i fou 4t a Nova York 1946 (Campionat dels Estats Units, el guanyador fou Reshevsky).
Levin fou membre suplent de l'equip dels Estats Units al famós Matx d'escacs per ràdio Estats Units - URSS de 1945 de setembre de 1945.